# Luçay-le-Mâle
Luçay-le-Mâle é uma comuna francesa na região administrativa do Centro, no departamento Indre. Estende-se por uma área de 67,5 km². Em 2010 a comuna tinha 1 372 habitantes (densidade: 20,3 hab./km²).